# Улица Жарковского
Улица Жарковского — улица в центральной части Гомеля.
Улица связывает две центральные магистрали города — улицу Советскую и проспект Ленина. Проходит по территории Центрального района города. Является улицей с односторонним движением .

## История и этимология годонима
Контуры улицы наметились к середине XIX века. Долгое время у 4-й Поперечной улицы не было другого, особенного названия. В начале XX века улица была застроена низкими деревянными домами, имелись дощатые тротуары. Единственной достопримечательностью было здание аптеки на углу с Могилёвской улицей (ныне Кирова). На плане 1910 года 4-я Поперечная уже названа Аптечной. Аптека была построена на деньги княгини Ирины Паскевич.
Аптечная улица в 1923 году получила своё современное имя в честь Азриэля Абрамовича Жарковского, бывшего в 1918 году секретарём Гомельского совета профсоюзов и погибшего 13 июля 1919 года на Западном фронте.

## Пересекает улицы
- Кирова улица

## Достопримечательности
- Детская музыкальная школа
- Гомельский областной лицей
- Гомельская областная детская больница
- Городские телефонные сети
- ПО «Гомельпромстрой»

## Почтовые индексы
- 246050

## Использованная литература
- Гомель. Энциклопедический справочник. — Мн.: БелСэ, 1991. — 527 с.
- Рогалёв А. Ф. От Гомеюка до Гомеля: Городская старина в фактах, именах, лицах. — Гомель, 1993. — 216 с.
- Гомель. Атлас. — Мн.: Белкартография, 2005. — 41 с.